# Spitzentanz
Der Spitzentanz oder en pointe (französisch spitz) ist eine Bewegungstechnik im Ballett, die in speziellen Spitzenschuhen (französisch pointes) ausgeführt wird. Zusammen mit dem Ballettröckchen, dem Tutu, gehört der Spitzentanz seit dem 19. Jahrhundert zur (Klischee-)Vorstellung, die man von einer Ballerina hat.

## Entwicklung des Spitzentanzes

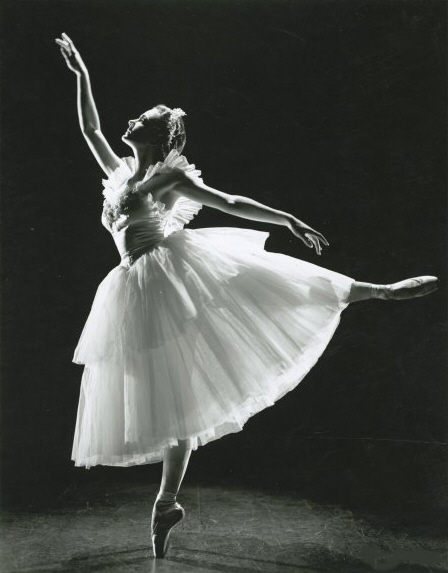
Jocelyn Vollmar beim Spitzentanz (1947)

Frühformen des Spitzentanzes gab es bereits im 17. Jahrhundert, etwa bei Marie Camargo, allerdings noch eher im Zusammenhang mit dem Springen als mit dem Drehen. Der moderne Spitzentanz wird auf Marie Taglioni zurückgeführt, die als Helena im so genannten „Nonnenballett“ in Giacomo Meyerbeers Oper Robert der Teufel (1831) und in der Titelrolle des Balletts La Sylphide (1832) auf Spitze tanzte. Zeitungen erwähnten zu jener Zeit, dass verschiedene Ballerinen „fantastische Zehen“ hätten oder „von der Spitze gefallen“ seien.
Der Spitzentanz veränderte das Ballett des 19. Jahrhunderts grundlegend. Allerdings entwickelte sich die Spitzentechnik erst nach und nach zu ausgeprägter Form. Spitzentanz, wie wir ihn heute kennen, setzte sich erst im ausgehenden 19. Jahrhundert durch. In den Sechziger- und Siebzigerjahren wurden die Spitzenschuhe stabiler verarbeitet: Die Zehenbox wurde mit verleimtem Papier oder Leinen verstärkt, zwischen Innen- und Außensohle befanden sich Einlagen aus Leder oder Papier.
Noch in den Dreißiger- und Vierzigerjahren des 19. Jahrhunderts waren keine Schrittfolgen, Pirouetten oder lange gehaltene Posen „en pointe“ möglich. Die scheinbare Überwindung der Schwerkraft beruhte eher auf technischen Tricks. Tänzerinnen streckten den gesamten Körper, hoben die Arme und führten immer wieder kleine Sprünge aus. Damit entstand in den Augen des Publikums der Eindruck von Schwerelosigkeit.
Im Pas de deux unterstützten Tänzer die illusionäre Loslösung der Ballerinen vom Boden: Sie hoben ihre Partnerinnen und stützten das Gewicht ihrer Partnerinnen. Bei Hebungen täuschten gestreckte Füße der Tänzerinnen Leichtigkeit und Spitzentanz vor. Damals entstandene Ballette wie La Sylphide (1832) oder Giselle (1841) werden zwar bis heute bevorzugt in historischer Form auf die Bühne gebracht. Man rekonstruiert die Choreografien der Uraufführung, schöpft aber dennoch die heutigen Standards des Spitzentanzes aus: Anders als in den Dreißiger- und Vierzigerjahren des 19. Jahrhunderts lässt man Tänzerinnen mit den heute gebräuchlichen stabilen Spitzenschuhen auf Vollspitze tanzen.
Zu Beginn des 20. Jahrhunderts wendeten sich Tänzerinnen, Choreografinnen und Choreografen vom Spitzentanz ab: darunter Isadora Duncan, Mary Wigman, Gret Palucca, Rudolf von Laban oder Kurt Jooss. Der so genannte „freie“, moderne Tanz und der spätere deutsche Ausdruckstanz entstanden in Opposition und als Alternative zu den Bewegungstechniken des Balletts. Namentlich die Amerikanerin Isadora Duncan zog gegen die Spitzentechnik zu Felde:

“For the dancer of whom I speak has never tried to walk on the end of her toes. Neither has she spent time practicing leaps in the air to see how many times she could clap her heels together before coming down again. She wears neither corset nor tights, and her bare feet rest freely in her sandals.”

## Der Spitzentanz aus feministischer Perspektive

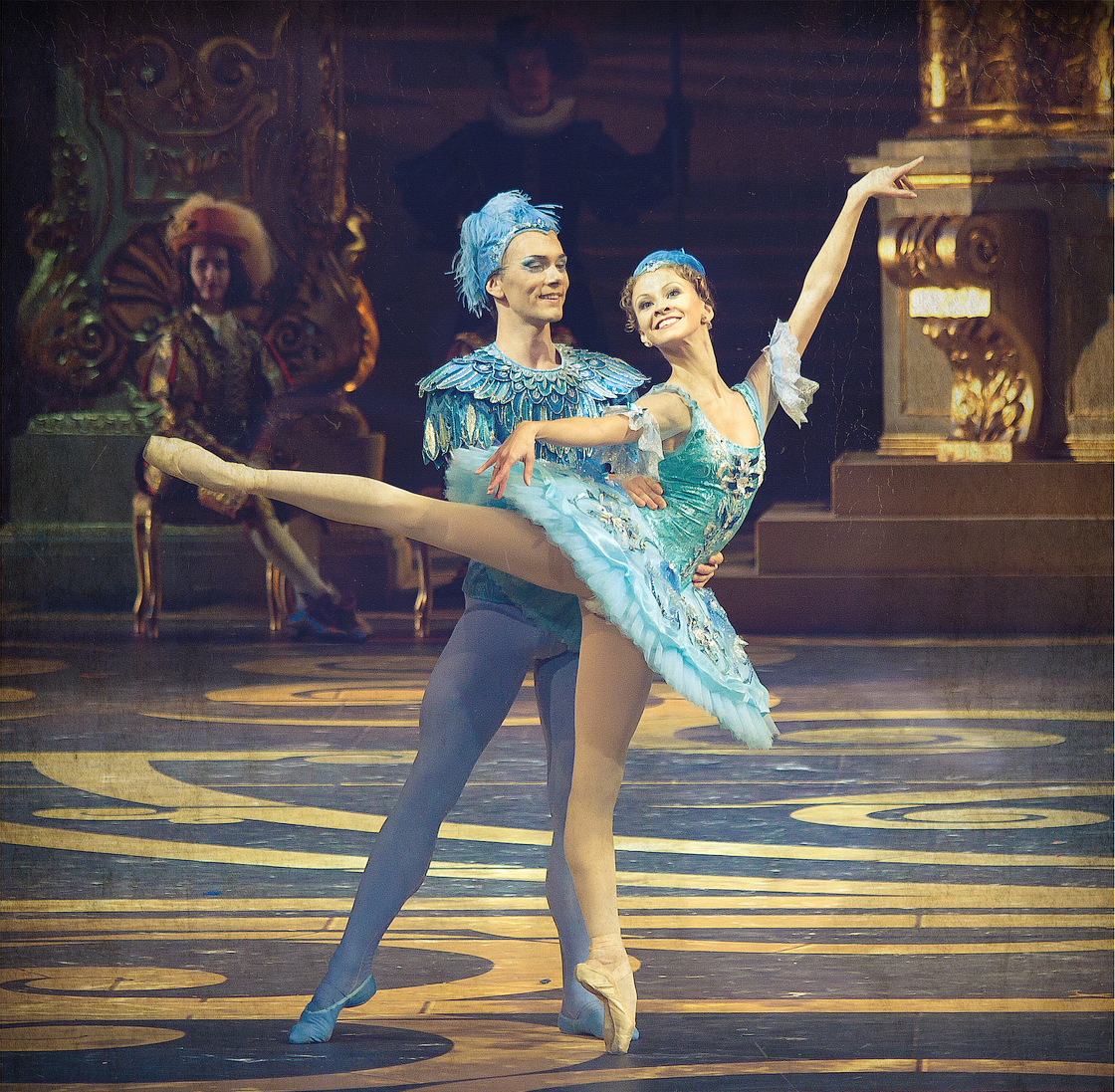
Anastasia Staschkewitsch und Wjatscheslaw Lopatin in Dornröschen

Die Tanzwissenschaft hat sich seit den Achtzigerjahren des 20. Jahrhunderts zunächst im angloamerikanischen Raum und später auch in Deutschland mit feministischen Fragen beschäftigt: Tanz und Ballett werden als künstlerische Ausdrucksformen beschrieben, die anerkannte Weiblichkeits- und Männlichkeitsideale (re-)präsentieren. Im Rahmen dessen gilt der Spitzentanz als Spiegel eines konservativen Frauenbildes. Ballerinen strahlen Grazie, Eleganz und Zerbrechlichkeit aus, verkörpern also tradierte Weiblichkeitswerte. Aufgrund ihrer geringen Eigenstützfläche müssen ihre Tanzpartner immer wieder ihr Gleichgewicht sichern. Im Pas de deux stützt der Tänzer die Ballerina und assistiert ihr bei Posen oder Pirouetten. Dies korrespondiert mit männlichen Aufgaben, wie sie im 19. Jahrhundert propagiert wurden. Die Ballerina kann

„keine Unabhängigkeit ausprägen. Die Spitzentechnik setzt sie einem labilen Gleichgewicht aus und zwingt sie in abhängige Positionen: vergleichbar damit, dass die Frau auch im Alltag der Vormundschaft ihres Vaters, Bruders oder Ehemannes unterstellt bleibt. Der Tänzer hält seine Partnerin aufrecht und übernimmt jene Versorgerfunktion, die dem Mann auch außerhalb der Bühne zukommt.“

Nicht nur in rekonstruierten Klassikern des 19. Jahrhunderts (La Bayadère, Schwanensee, Dornröschen oder Der Nussknacker), auch in späteren und zeitgenössischen Choreografien bleibt die Spitzentechnik ein zentrales Stilmittel.

## Spitzentanz für Männer

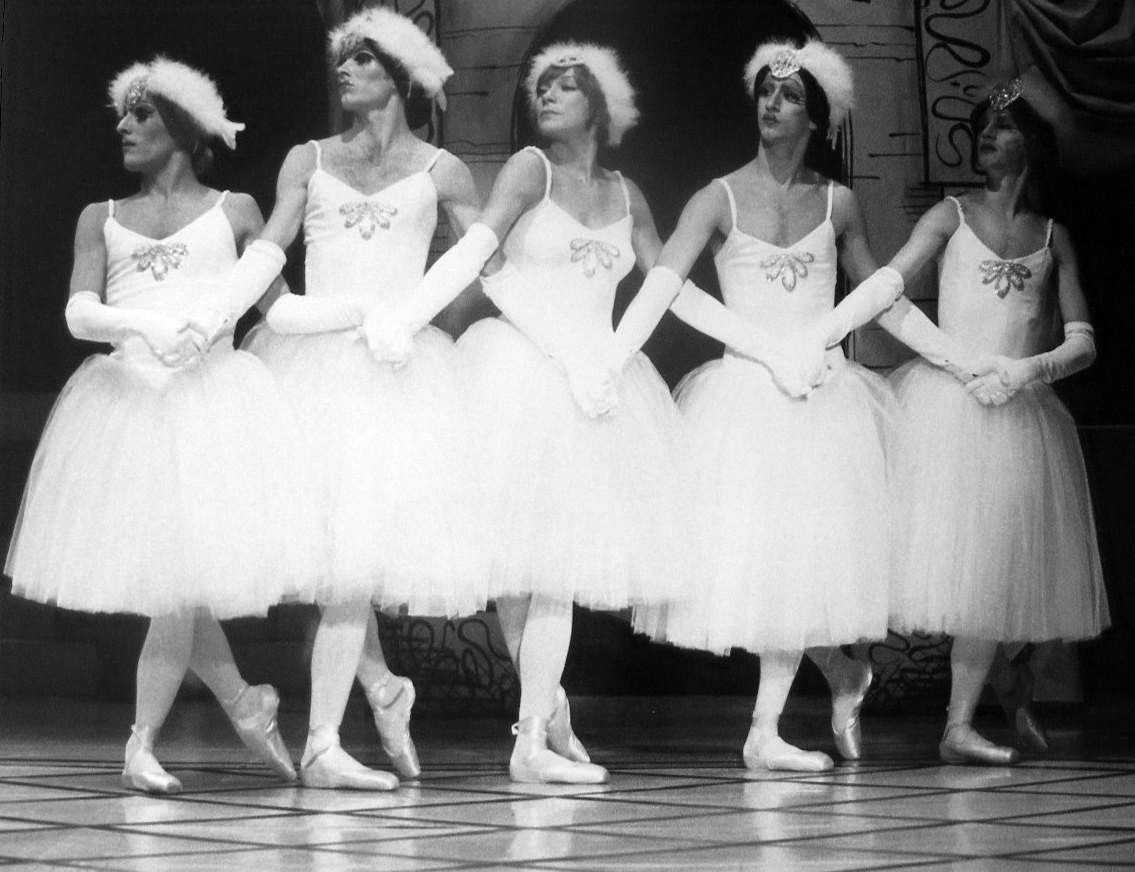
Tänzer der Ballets Trockadero de Monte Carlo und Shirley MacLaine (Mitte) in der Fernsehshow Where Do We Go From Here? (1977)

Im letzten Drittel des 20. Jahrhunderts haben mehr und mehr Tänzer begonnen, auf Spitze zu tanzen. Im September 1974 fanden in New York die ersten Auftritte der heute weltweit gefragten Les Ballets Trockadero de Monte Carlo („Les Trocks“) statt. Das reine Männerensemble zeigt seit seinen Anfängen Parodien bekannter Ballette des 19. und 20. Jahrhunderts: darunter Ausschnitte aus Don Quichotte (1869), Schwanensee (1877/1895), Dornröschen (1890) oder Der Nussknacker (1892). Choreografien wie Der sterbende Schwan (1907) oder Les Sylphides (1909) gelangen als vollständige Persiflagen der Originalchoreografien auf die Bühne. Alle Frauenrollen werden von Tänzern in Tutus und Spitzenschuhen interpretiert.
Weiterhin gründete Victor Trevino, ein ehemaliger Tänzer der „Trocks“, zwei eigene Ensembles: 1996 Les Ballets Grandiva mit Sitz in New York und 2011 Les Ballets Eloelle mit Sitz in Palm Beach. Auch diese beiden Kompanien sind reine Männerkompanien: Auch hier treten Tänzer „en travestie“ in Parodien populärer Ballette auf.
Den Auftritten aller drei Kompanien liegt hohes technisches Können zugrunde: Alle Tänzer beherrschen die Spitzentechnik. Viele holen sich aus Interesse für den Spitzentanz noch während ihrer Zeit in gemischten Kompanien Unterstützung von Tänzerinnen. Allerdings birgt der Spitzentanz für Männer gewisse Probleme. Die Ballettausbildung verläuft geschlechterdifferent. Mädchen erlernen den Spitzentanz und für Tänzerinnen charakteristische Bewegungsabläufe, Jungen hingegen Sprungtechniken und einen für Tänzer typischen Habitus. Daher entwickeln sich Körper und Muskulatur unterschiedlich. Beginnen Männer mit dem Spitzentanz, müssen sie umlernen. So sagt Paul Ghiselin, langjähriger Tänzer und später Ballettmeister bei Les Ballets Trockadero de Monte Carlo:

“Dancing on point is a different way of working with your feet and legs. It was like learning how to dance all over again […]. It feels like you’re walking on stilts. When you’re six feet tall, there’s a lot of weight going over those [toe] shoes. There’s also the pain. When you’re first adjusting to point work, you develop nasty corns. At first, the pain holds you back, but once you learn how to protect yourself by toughening your feet and developing muscle stamina.”

Spitzentanz für Männer blieb jedoch nicht auf die Travestien der Ballets Trockadero de Monte Carlo, der Ballets Grandiva und der Ballets Eloelle beschränkt. Auch in „seriösen“ Choreografien traten hin und wieder Tänzer „en pointe“ auf. So zeigte der Belgier Bart de Block in Karole Armitages Ballett The Dog Is Us (1995) einen kurzen Spitzentanz. Nach einem Engagement bei den „Trocks“ wechselte er nach London zu Mark Baldwin. Baldwin choreografierte eigens für Bart de Block das Solo M-Piece (1998) und die Titelrollen in Le Chant du Rossignol (1998) und Der Dämon (1998): De Blocks Tänze auf Spitze zeichneten sich in allen Balletten durch eine ernsthafte Ästhetik ganz ohne parodistische Elemente aus. Gleiches trifft auf Mats Eks She was black (1995) zu: Hier tanzte Veli-Pekka Peltokallio auf Spitze. Nicht zuletzt ließ Marie-Agnès Gillot in ihrer Choreografie Sous Apparence (2012) neun Tänzer in Spitzenschuhen auftreten.